# La toilette: femme se peignant
La toilette: femme se peignant è un dipinto del pittore francese Pierre-Auguste Renoir, realizzato tra il 1907 e il 1908 e conservato al Musée d'Orsay di Parigi.

## Descrizione
Il soggetto è, come in molte tele del pittore, l'intimità della donna alle prese con la sua quotidianità e con la sua igiene personale. La tela, infatti, raffigura una ragazza bruna di profilo, ammantata in sottoveste bianca, che si pettina la chioma fluente aiutata dal riflesso dello specchio, collocato al di sopra del catino (a noi, tuttavia, non ci è dato vederlo siccome è tagliato dal margine destro della tela). La figura, nel suo complesso, è animata da un grande respiro monumentale e plastico, di chiaro ricordo tizianesco e rubensiano.
Renoir, raffigurando questa donna intenta nella toilette mattutina, intende ancora una volta celebrare la bellezza del corpo femminile, in un inconscio ritorno al culto della Venere generatrice di tutte le cose. Ad aver notato ciò è anche il critico Max-Pol Fouchet, secondo cui la donna nella tarda maturità del pittore è una «gigantessa portatrice di vita, la prolifica, rassomigliante alle divinità genitrici della preistoria, madri della fecondità. Il colore rosso delle loro carni è quello del sangue e del fuoco».